# گانتر (کشتی‌گیر)
والتر هان (به انگلیسی: Walter Hahn؛ زاده ۲۰ اوت ۱۹۸۷) کشتی‌گیر حرفه‌ای اتریشی است. او در حال حاضر با کمپانی دبلیودبلیوئی قرارداد دارد و با نام رینگ گانتر (به انگلیسی: Gunther) در برند راو فعالیت می‌کند.
او قهرمان پیشین عنوان قهرمانی سنگین‌وزن جهان برای ۲ بار و قهرمان پیشین عنوان بین قاره‌ای و طولانی‌ترین قهرمان تاریخ این عنوان است.

## دوران کشتی حرفه ای
والتر هان در تعدادی از کمپانی‌های کشتی حرفه ای در سرتاسر جهان حضور داشته است. او عمدتاً با نام والتر کشتی گرفته است. به‌طور کلی، والتر پنج بار توانسته عناوین جهانی در کمپانی‌های مختلف به دست آورد و اولین اتریشی است که در کمپانی دبلیودبلیوئی حضور داشته است. پس از امضای قرارداد با دبلیودبلیوئی در اوایل سال ۲۰۱۹، او برای اولین بار در برند ان اکس تی انگلستان شروع به کار کرد و سپس در سال ۲۰۲۲ به برند اصلی ان اکس تی رفت و نام رینگی او به گانتر تغییر یافت. او قهرمان سابق ان اکس تی انگلستان است که رکورد طولانی‌ترین دوره قهرمانی را با ۸۷۰ روز دارد که طولانی‌ترین دوره قهرمانی در تاریخ کمپانی دبلیودبلیوئی از سال ۱۹۸۸ است. سپس او به برند راو آمد و قهرمانی
کمربند بین‌قاره‌ای دبلیودبلیوئی رو بدست آورد. او طولانی‌ترین دوره قهرمانی کمربند بین‌قاره‌ای دبلیودبلیوئی رو با ۶۶۶ روز در کارنامه خود ثبت کرد. در نهایت در ۶ آوریل ۲۰۲۴ در رسلمانیا ۴۰ در مقابل سمی زین شکست خورد و رکورد او با ۶۶۶ روز سلطه بر کمربند بین‌قاره‌ای دبلیودبلیوئی به پایان رسید.